# سو أيون
السيدة سوزان إليزابيث أيون (بالإنجليزية: Sue Ion)‏ (الاسم قبل الزواج: سوزان إليزابيث بوروز؛ وُلدت يوم 3 فبراير 1955) مهندسة بريطانية وخبيرة استشارية في مجال صناعة الطاقة النووية. حاصلة على رتبة الإمبراطورية البريطانية؛ طبقة السيدة القائد، وعلى زمالة الجمعية الملكية، وعلى زمالة الأكاديمية الملكية للهندسة، وعلى زمالة معهد المواد والمعادن والتعدين

## النشأة والتعليم
وُلدت سوزان إليزابيث بوروز في 3 فبراير 1955 في مقاطعة كمبريا، لوالدها لورانس جيمس بوروز، مسؤول التخطيط للسكك الحديدية البريطانية، ولوالدتها السكرتيرة دوريس بوروز (الاسم قبل الزواج: دوريس تشيري).
تلقت سو أيون تعليمها في مدرسة بنوورثام للبنات قرب مدينة برستون، لانكشير، في نفس السنة التي درست فيها عالمة الفسيولوجيا نانسي روثويل. كانت أيون، وهي طالبة شابة، مولعة بالعلوم، وقد شجّعها والداها على ذلك بالسماح لها بإجراء تجارب كيميائية في مطبخ العائلة.
في المدرسة، اضطلعت أيون بدور قيادي كقائدة للطالبات منذ عام 1972 حتى عام 1973، وكنائب لرئيس الفرقة الموسيقية. في السادسة عشر من عمرها، فازت أيون بكتاب عن الطاقة الذرية كجائزة عن مستوياتها المبتدئة في العلوم، وهو ما ساعد في إثارة حماسها لهذا الموضوع. تقول أيون، مستذكرة، «عندما كنت في المدرسة … كان الأمر مختلفًا تمامًا. فأنت تحظى بكل تشجيع ممكن على دراسة مواضيع العلوم إن كنت مهتمًا بها».
تابعت أيون دراستها لعلوم وهندسة المواد بكلية لندن الإمبراطورية، وحصلت على الدرجة الأولى في بكالوريوس العلوم، ودكتوراه في علم الفلزات في عام 1979 تحت إشراف إف. جاي. همفريز وإس. إتش. وايت.
درّست أيون في مدرسة داخلية في مدينة لندن أثناء إتمامها لمرحلة الدكتوراه، وقد استخدمت في دروسها مستلزمات من مختبرات الكلية لمساعدة الطلاب على التحمس للدروس. تقول أيون «في غياب التخيل والشئ الملموس، يشعر الناس بالملل والضياع».

## الحياة المهنية والبحثية
في عام 1979، عُينت أيون لأول مرة كمسؤول تقني في شركة الوقود النووي البريطانية (بي إن إف إل). في ذلك الوقت، كانت هي وامرأة أخرى الإناث الوحيدات العاملات في قسم الهندسة الكيميائية.
في عام 1992، رُقيت أيون إلى رتبة المدير التنفيذي للتكنولوجيا، وهو منصب شغلته أيون داخل المنظمة حتى عام 2006.
خلال ذلك الوقت، كانت الطاقة النووية أو الذرية تُعَد مصدرًا قيمًا للطاقة، جنبًا إلى جنب مع صناعة الفحم القائمة بالفعل، وجزءًا ضروريًا من إعادة بناء بريطانيا في مرحلة ما بعد الحرب. وفقًا لأيون، كانت صناعة مثيرة للإعجاب تتمتع ببرنامج بحثي وتنموي نشط وبتوقعات عظيمة. وفقًا لما قالته أيون لجيم الخليلي في مقابلة أجرتها في عام 2013 مع إذاعة راديو بي بي سي 4، «لا شئ بمضي الوقت قد غير من وجهة نظري في ذلك».
شغلت أيون، بوصفها مديرًا تقنيًا لشركة الوقود النووي البريطانية، مقعدًا في مجلس توني بلير للعلوم والتكنولوجيا، ونُسب إليها الفضل في إقناع بلير بتغيير سياسة الحكومة الرسمية لحزب العمال بشأن الطاقة النووية.
استغرق عمل أيون، بالتعاون مع الكيميائي ديفيد كينغ، نحو عشر سنوات من تثقيف المسؤولين الحكوميين للنظر في الأدلة العلمية المحيطة بقضايا الطاقة النووية والطاقة المتجددة بهدف إرشاد السياسات. ساعدت في تقديم المشورة إلى غوردون براون بشأن سياسات الطاقة طويلة الأجل.
في عام 2004، كانت أيون من بين 180 امرأة دُعيت إلى مأدبة غداء بمناسبة «يوم المرأة» في قصر باكنغهام تقديرًا لإسهاماتها في ميدان العلم والتكنولوجيا.
انتُخبت أيون عضوًا في إدارة الأكاديمية الملكية للهندسة في عام 1996، وشغلت منصب نائب الرئيس في الفترة من عام 2002 إلى عام 2008.
في عام 2006، عُينت أيون أستاذًا زائرًا لكلية لندن الإمبراطورية وقُبلت في زمالة الكلية عام 2005.

## الحياة الشخصية
تزوجت سو أيون من جون ألبرت أيون في عام 1980 وتعيش في ليلاند، لانكشير.